# Mittelamerika-Zwergameisenbär
Der Mittelamerika-Zwergameisenbär (Cyclopes dorsalis) ist eine Säugetierart aus der Gattung der Zwergameisenbären. Sie kommt hauptsächlich in Mittelamerika und im nordwestlichen Südamerika westlich der Anden vor. Die Tiere sind charakterisiert durch ein gelbes Fell mit einem jeweils nur schwachen Rücken- und Bauchstreifen. Sie bewohnen tropische Regenwälder und leben nachtaktiv in Bäumen. Die Hauptnahrung besteht aus Ameisen. Der Vertreter der Zwergameisenbären wurde 1865 eingeführt, galt aber lange Zeit als Unterart von Cyclopes didactylus. Erst 2017 wurde er wieder als eigenständige Art anerkannt.

## Beschreibung

### Habitus
Der Mittelamerika-Zwergameisenbär ist ein Vertreter der Zwergameisenbären. Zwei Individuen aus Nicaragua besaßen eine Gesamtlänge von 37,5 beziehungsweise 38,0 cm, wovon der Schwanz 19,5 beziehungsweise 20 cm einnahm. Weitere 11 Tiere von der Insel Barro Colorado in Panama waren insgesamt 35,5 bis 44,0 cm lang, der Schwanz maß 17,0 bis 22,5 cm. Das Körpergewicht variierte von 155 bis 275 g. Allgemein ist der Schwanz länger als der restliche Körper, er wird zum Ende hin spitz und kann als Greifschwanz eingesetzt werden. Das Fell an Körper, Beinen und Schwanz ist tief gelb, graue Farbeinschläge sind nicht vorhanden. Ein Rückenstreifen tritt nicht regelmäßig auf, wenn vorhanden ist er aber deutlich sichtbar. Dagegen kommt ein Bauchstreifen eher selten vor und deutet sich verwaschen an. Im Unterschied zu allen anderen Zwergameisenbären verfügen die Haare über einen Markkanal. Die Ohren messen zwischen 7 und 11 mm. Entsprechend den anderen Vertretern der Zwergameisenbären enden die Hände in je zwei und die Füße in je vier Strahlen, die Krallen sind kräftig ausgebildet. Der gesamte Hinterfuß misst 30 bis 35 mm in der Länge.

### Schädelmerkmale
Der Schädel wird 44,4 mm lang und am Hirnschädel 22,5 bis 22,7 mm breit. Die Länge des Rostrums beträgt etwa 13,9 mm. Die Stirnlinie verläuft charakteristisch aufgewölbt, während die Schädelbasis konkav eingezogen ist. Eine Eindellung im Kontaktbereich von Nasen- und Stirnbein kommt nicht vor. Die Sutur zwischen Stirn- und Scheitelbein hat eine dreieckige oder trapezförmige Gestalt. Die beiden Knochennähte zwischen dem Nasenbein und dem Oberkiefer verlaufen nach vorn auseinander, die Naht zwischen Stirnbein und Oberkiefer ist sehr kurz. Der äußere Gehörgang öffnet sich nach vorn. Das Flügelbein überdeckt nicht die Paukenblase.

## Verbreitung
Als einziger Vertreter der Zwergameisenbären tritt der Mittelamerika-Zwergameisenbär sowohl in Mittel- als auch in Südamerika auf. In Mittelamerika erstreckt sich das Verbreitungsgebiet bis nach Mexiko, hier bilden die südlichen Bundesstaaten die Nordgrenze des Vorkommens. In Südamerika kommt die Art in Kolumbien und entlang der Küste bis nach Ecuador vor. Die Tiere bewohnen sowohl die Tiefländer als auch höhere Gebirgslagen, etwa die Täler der Anden. In Kolumbien wurde Cyclopes dorsalis in Lagen von 1300 bis 1900 m gesichtet. Im östlichen Tiefland Mittelamerikas scheinen die Tiere auf dicht bewaldete Gebiete beschränkt zu sein. Ein Individuum aus Nicaragua wurde in einer Höhe von 210 m über dem Meeresspiegel beobachtet, was die höchste Verbreitung in der Region darstellt.

## Lebensweise

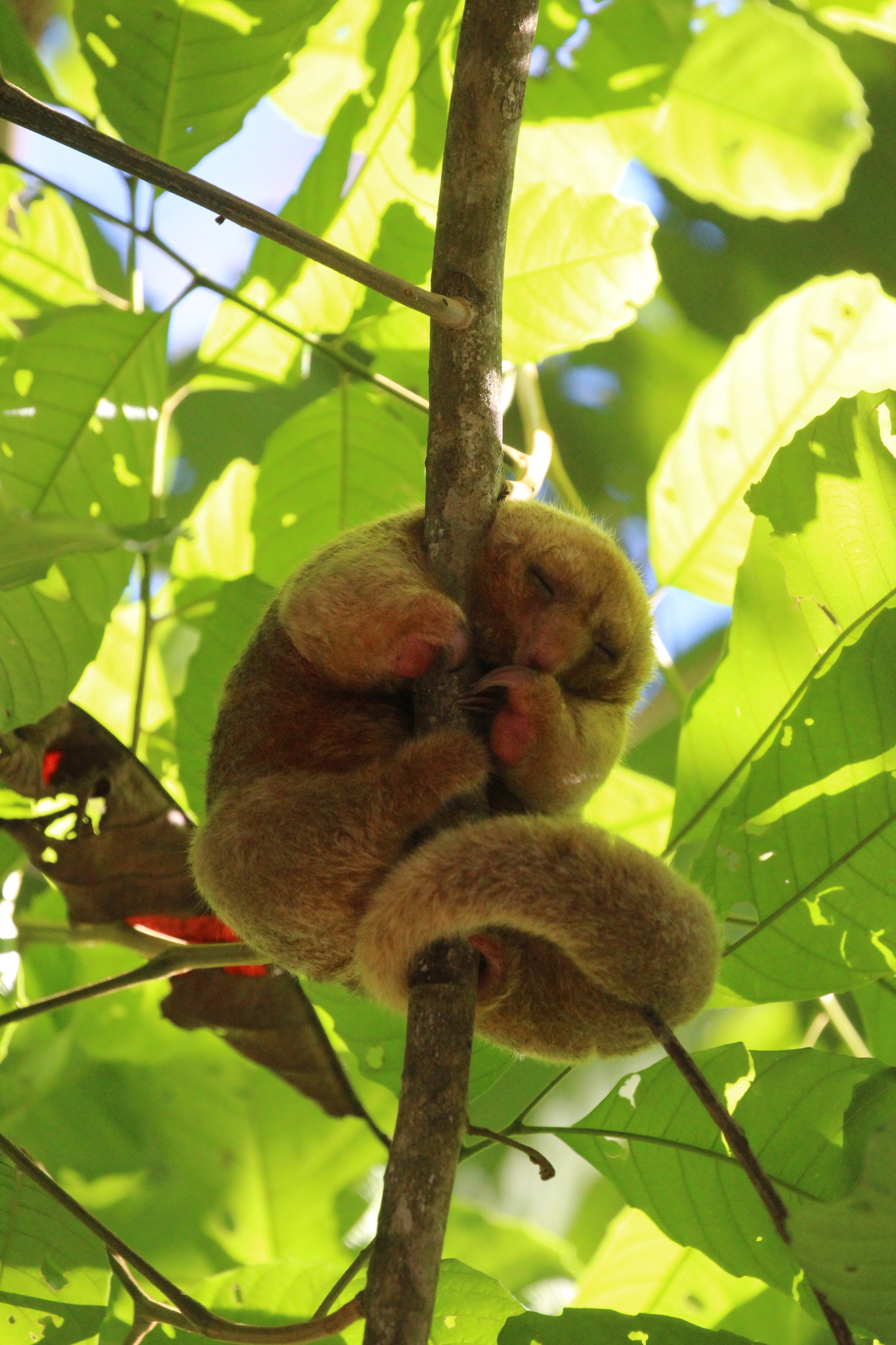
Mittelamerika-Zwergameisenbär

Der Mittelamerika-Zwergameisenbär ist wie alle Zwergameisenbären baumbewohnend (arboreal), nachtaktiv und ein strikter Insektenfresser mit einer Spezialisierung auf Ameisen. Nach Untersuchungen von Tieren auf Barro Colorado in Panama beträgt die tägliche Schlafdauer zwischen 11,3 und 13,4 Stunden. Dabei klammern sie sich an Lianen oder rollen sich auf Ästen unterhalb der Baumkronen ein. Zumeist wird der gleiche Ruhebaum nicht zweimal hintereinander aufgesucht. Die Aktivität beginnt etwa 15 Minuten nach Sonnenuntergang und hält zwischen drei bis anderthalb Stunden vor Sonnenaufgang an. Es finden nur kurze Pausen von etwa einer halben Stunde Länge statt, was aber nicht regelmäßig vorkommt. Während der Aktivitätsphase klettern die Tiere langsam aber kontinuierlich. Unter Bedrohung richten sie sich auf den Hinterbeinen auf und halten die Vorderbeine mit den großen Krallen seitlich an die Nase, teilweise die Augen bedeckend. Die Position wird bis zu einer Minute gehalten, bei fortdauernder Bedrohung schlagen sie kräftig aus. Für männliche Tiere wurde auf Barro Colorado eine Reviergröße von etwa 11 ha bestimmt, weibliche haben mit rund 2,8 ha deutlich kleinere. Die Reviere der Männchen überlappen sich mit denen der Weibchen, zu männlichen Geschlechtsgenossen bestehen keine Überschneidungen. Wie alle Ameisenbären ist auch der Mittelamerika-Zwergameisenbär ein spezialisierter Insektenfresser, der sich an baumlebende Ameisen als Hauptnahrungsquelle angepasst hat. Es sind mehr als zwei Dutzend unterschiedliche Arten als Beutetiere bekannt, die bedeutendsten sind Crematogaster, Pseudomyrmex und Solenopsis. Auf der Nahrungssuche stoppen die Tiere an nahezu jedem Ameisennest auf ihrem Weg. Die so täglich zurückgelegte Strecke beläuft sich auf 56 bis 99 m. Ein auf der Insel umgesiedeltes Tier bewegte sich innerhalb von acht Tagen in einem, Radius von 148 m. Ein Individuum frisst zwischen 19,3 und 26,4 g täglich, der Wasserbedarf wird hauptsächlich über die Nahrung gedeckt. Cyclopes dorsalis weist eine Körpertemperatur von durchschnittlich 31,5 °C auf, was deutlich niedriger ist als typisch für ein Höheres Säugetier. Auch ist der Stoffwechsel sehr niedrig und beträgt nur 38 % des Wertes, der für ein Säugetier dieser Körpergröße zu erwarten wäre. In der Aktivitätsphase steigt der Metabolismus um das Dreifache gegenüber der Ruhephase an. Die  Tragzeit währt zwischen 120 und 150 Tagen. In Mexiko wurde ein Weibchen mit einem Jungtier auf dem Rücken gesichtet, das Junge besaß eine Gesamtlänge von 17 cm und ein Körpergewicht von 43 g.

## Systematik

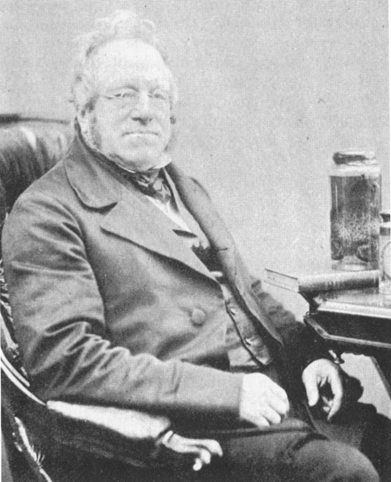
John Edward Gray

Der Mittelamerika-Zwergameisenbär ist eine Art aus der Gattung der Zwergameisenbären (Cyclopes). Diese besteht nach molekulargenetischen Untersuchungen aus dem Jahr 2017 aus  insgesamt sieben Arten. Die Gattung wiederum formt das rezent einzige Mitglied der somit monotypischen Familie der Cyclopedidae innerhalb der Unterordnung der Ameisenbären (Vermilingua). Die Familie stellt das Schwestertaxon der Myrmecophagidae dar, die die übrigen Ameisenbären mit den Gattungen Myrmecophaga und Tamandua einschließen. Die Zwergameisenbären sind die kleinsten Vertreter der Ameisenbären, sie haben sich vollständig an ein Baumleben angepasst. Als nächster Verwandter des Mittelamerika-Zwergameisenbären kann laut den molekulargenetischen Analysen der Gemeine Zwergameisenbär (Cyclopes didactylus) angesehen werden, welches im nordöstlichen Südamerika vorkommt. Die Trennung der beiden Linien erfolgte im Pliozän vor rund 3 Millionen Jahren. Es wird angenommen, dass die letzte Auffaltungsphase der Anden die Artbildung beeinflusste. Die nahe Verwandtschaft zwischen den Zwergameisenbären des nordöstlichen und des nordwestlichen Südamerika konnte auch in anderen genetischen Studien reproduziert werden.
Die Erstbeschreibung von Cyclopes dorsalis erfolgte durch John Edward Gray im Jahr 1865. Gray nutzte dabei die Bezeichnung Cyclothurus dorsalis, wobei Cyclothurus eine alte Synonymbezeichnung für Cyclopes darstellt, die er selbst 1825 eingeführt hatte. Er setzte Cyclopes dorsalis von Cyclopes didactylus durch die gelbe Fellfarbe ab. Als Typusregion gab Gray Costa Rica an. Die erste, heute korrekte Namensverwendung als Cyclopes dorsalis geht auf Outram Bangs aus dem Jahr 1902 zurück. Bereits zwei Jahre zuvor hatte Oldfield Thomas bereits die Form zu Cyclopes verwiesen. Seiner Auffassung nach handelte es sich jedoch um eine Unterart von Cyclopes didactylus, eine Ansicht, die bereits 1899 Édouard Louis Trouessart vorbrachte. Thomas benannte im Jahr 1902 mit Cyclopes didactylus eva eine weitere Unterart aus Ecuador und Kolumbien, die generell etwas dunkler gefärbt ist. Für den mittelamerikanischen Raum war 1914 von Ned Hollister zusätzlich noch Cyclopes mexicanus etabliert worden. Er beschrieb die Form als ockerfarben bis hell gelb und mit einem engen Rücken- und Bauchstreifen versehen. Die dafür verwendeten Tiere stammten aus Oaxaca in Mexiko. Im Jahr 1940 sah Ingo Krumbiegel dann alle Vertreter der Zwergameisenbären als Unterarten von Cyclopes dorsalis an und stufte Cyclopes mexicanus herab. Alle drei Vertreter, Cyclopes dorsalis, Cyclopes didactylus eva und Cyclopes mexicanus wurden vor allem in der zweiten Hälfte des 20. Jahrhunderts als Unterarten des „Zwergameisenbären“ Cyclopes didactylus betrachtet. Die molekulargenetische Studie aus dem Jahr 2017 hob Cyclopes dorsalis wieder in den Artstatus und sieht die beiden anderen Formen als Synonyme an. Die Autoren der Studie fassen dies allerdings nur als Provisorium auf, da ihnen für ihre genetischen Untersuchungen zu wenige Exemplare aus dem mittelamerikanischen Raum zur Verfügung standen. Nach Aussage der Wissenschaftler benötigen vor allem die Zwergameisenbären dieser Region bis nach Südamerika westlich der Anden eine intensivere Überprüfung. Gleichzeitig vorgenommene morphologische Analysen zeigen aber Übereinstimmungen zwischen den Tieren aus Mittelamerika und dem Nordwesten Südamerikas.

## Bedrohung und Schutz
Der Mittelamerika-Zwergameisenbär wird gegenwärtig nicht von der IUCN erfasst. Für den Gesamtbestand der Zwergameisenbären sieht die Umweltschutzorganisation keine Gefährdung und stuft ihn als „nicht gefährdet“ (least concern) ein. Lokal kann sich aber die Abholzung der tropischen Regenwälder auf die einzelnen Populationen auswirken. Mitunter wird Cyclopes dorsalis als Haustier gehalten. Die Art ist in mehreren Naturschutzgebieten vertreten, unter anderem in Mexiko im Parque Estatal Agua Blanca, in Honduras im Biosphärenreservat Río Plátano und in Kolumbien im Parque Nacional Natural Selva de Florencia.